# Johan Friggeråker
Johan Friggeråker, i riksdagen kallad Johan Johansson i Friggeråker, född 28 augusti 1872 i Valunda, Norra Åsarps socken, Skaraborgs län, död 1 februari 1959 i Falköping, Skaraborgs län, var en svensk lantbrukare och politiker.
Friggeråker var ledamot av riksdagens första kammare 1919–1947 i Älvsborgs läns valkrets samt ledamot av Bankoutskottet 1920. Han valdes son landstingsman i Skaraborgs län 1930. 

## Familj
Föräldrar var lantbrukaren Anders Petter Johansson (1837–1916) och Josefina Albertina Johansson (1844–1889). Friggeråker var gift med Ester Josefina, född Thorstensson (1875–1956) och makarna fick tolv barn..